# 山口良治 (政治家)
山口 良治（やまぐち りょうじ、1980年1月16日 - ）は、日本の政治家。公明党所属の衆議院議員（1期）。

## 経歴
1980年1月16日、栃木県栃木市生まれ。栃木県立栃木高等学校、創価大学法学部を卒業後、地元のハウスメーカーおよび保険会社に勤務する。
2003年、公明党に入職。党職員として20年にわたり公明党地方議員のネットワークを下支えする。その後、公明党青年局次長に就任した。
2024年10月27日投開票の第50回衆議院議員総選挙に公明党から比例北関東ブロック単独第3位で立候補し、初当選する。この議席は本来ならば国民民主党（2議席獲得）に割り当てられた議席だったが、同党の比例名簿登載者4人のうち3人が小選挙区で当選して比例名簿登載者が不足したため、公明党に回ってきた議席だった。

## 人物
- 趣味は音楽鑑賞、スポーツ観戦。
- 家族は妻、二男、養父の5人家族。
- 座右の銘は「吾が道は一もって之を貫く」[6]。

## 選挙歴
| 当落 | 選挙                   | 執行日         | 年齢 | 選挙区             | 政党   | 得票数 | 得票率 | 定数 | 得票順位 /候補者数 | 政党内比例順位 /政党当選者数 |
| ---- | ---------------------- | -------------- | ---- | ------------------ | ------ | ------ | ------ | ---- | ------------------ | ---------------------------- |
| 当   | 第50回衆議院議員総選挙 | 2024年10月27日 | 44   | 比例北関東ブロック | 公明党 | ーー票 | ーー   | 19   | /                  | 3/3                          |